# Эрик Селвиг
Эрик Селвиг (англ. Erik Selvig) — персонаж кинематографической вселенной Marvel, включающей в себя несколько фильмов о супергероях издательства Marvel Comics. Селвиг в исполнении актёра Стеллана Скарсгарда впервые появился в фильме «Тор» в 2011 году. Затем Скарсгард повторил эту роль в фильмах Джосса Уидона «Мстители» и «Мстители: Эра Альтрона», в картине «Тор 2: Царство тьмы» режиссёра Алана Тейлора и в фильме «Тор: Любовь и гром» режиссёра Тайки Вайтити.
Как и Фил Колсон, Эрик Селвиг не появлялся никогда до этого в комиксах или в мультфильмах, тем не менее, сыграл ключевую роль в первой фазе кинематографической вселенной.

## Появления

### «Тор»
В этом фильме Селвиг выступает как второстепенный персонаж, однако, судя по сюжету картины, выясняется, что учёный знаком с организацией Щ.И.Т., а также, во время одного из разговоров, учёный сообщает Джейн Фостер (Натали Портман) и её подруге, что он «знает об учёном, занимавшимся гамма-излучением, к которому тоже однажды пришли агенты Щ. И.Т — и больше его никто не видел». Речь идёт о Брюсе Бэннере, известном как Халк, также будущем члене Мстителей.
Эрик, Джейн (Натали Портман) и Дарси (Кэт Деннингс) проводили исследования в пустынной местности. Погода испортилась, и в условиях нулевой видимости их грузовик кого-то сбил. Мужчина представился Тором (Крис Хемсворт), богом Асгарда. Его неадекватное поведение испугало Дарси, которая ударила громовержца, потерявшего свои силы, электрошокером, и его пришлось отвезти в больницу.
Джейн решила, что Тор как-то связан с явлениями, которые они наблюдали в пустыне, Эрик же был настроен более скептично. Однако вскоре он поверил в теорию Фостер, и даже вызволил Тора из временного исследовательского центра Щ. И.Т.'а, куда Тор попал, пытаясь вернуть свой молот. Эрик сказал, что Тор является его помощником Дональдом Блэйком, после чего громовержец и профессор направились в бар. Там они окончательно подружились и сильно напились. Впрочем, Тор стоял на ногах вполне твердо, и ему пришлось отнести заснувшего Селвига домой.
Позже Локи, сводный брат Тора, отправил на Землю Разрушителя Селвиг стал свидетелем борьбы против него. После победы над Разрушителем Ник Фьюри, директор Щ. И.Т.а, вызвал Селвига к себе и показал ему Тессеракт, источник огромной энергии. Артефакт был предоставлен Селвигу для изучения. Во время разговора Селвиг находился под контролем Локи.

### «Мстители»
Оказалось, что Тессеракт не только является источником инопланетной энергии, но и контролируется извне. Вскоре с его помощью Локи открыл портал и вторгся на Землю. Многие сотрудники Щ. И.Т.'а погибли, а оборудование Селвига было уничтожено. Селвиг и Бартон, будучи под контролем Локи, помогли ему похитить Тессеракт и сбежать. Затем, оказавшись в безопасном месте, Эрик нашел способ стабилизировать артефакт во время открытия портала.
Вскоре с помощью Тессеракта портал был открыт и на Землю вторглась армия читаури. Селвиг был обезврежен Старком и потерял сознание. Когда он пришел в себя, он увидел, что Наташа Романофф пытается закрыть портал. К тому времени воздействие Локи прекратилось, и Эрику удалось вспомнить часть того, что он узнал, будучи под контролем злодея. Портал можно было закрыть скипетром, что и было сделано. После того, как читаури и Локи были побеждены, Эрик передал Тессеракт Тору.

### «Тор 2: Царство тьмы»
Стеллан Скарсгард вновь сыграл своего персонажа в сиквеле Тора и вновь он выступает как второстепенный персонаж.
Воздействие Локи не прошло бесследно, и психическое здоровье Селвига пошатнулось. В Великобритании он, полностью раздетый, буянил у Стоунхенджа, за что был арестован и заключен в психиатрическую клинику. Там он рассказывал свои теории другим пациентам, но вскоре его оттуда вызволили Дарси и её ассистент Иэн.
На Землю явилась другая угроза — тёмные эльфы во главе с Малекитом. Селвиг и Фостер (Натали Портман), используя своё оборудование, участвовали в защите планеты, отправляя часть врагов через временные порталы в другие вселенные. Исследования Селвига помогли определить место появления Малекита. После победы над Малекитом, Селвиг присутствовал при возвращении Тора из Асгарда.

### «Мстители: Эра Альтрона»
В августе 2014 года Стеллан Скарсгард подтвердил, что появится в фильме «Мстители: Эра Альтрона». Актёр сообщил, что его роль будет небольшой.
Тор пришел к Селвигу, когда начал испытывать странные видения после встречи с Алой Ведьмой (Элизабет Олсен). Эрик помог громовержцу добраться до особых родников в пещере, погрузившись в воду которых Тор увидел ещё ряд видений, которые, в итоге, помогли победить Альтрона (Джеймс Спейдер).

### Мстители: Финал
В фильме не появляется, однако его фотография есть среди жертв Таноса.

### «Человек-паук: Вдали от дома»
Во время полета в самолете Питера Паркера Селвига можно было увидеть несколько документальных фильмов, среди которых был Nova: Einstein Rosen Bridges c Эриком Селвигом.

## Другие появления

### Комиксы
Эрик Селвиг появился в серии комиксов по кинематографической вселенной Marvel Avengers Prelude: Fury’s Big Week (с англ. — «Мстители. Вступление: Большая неделя Фьюри») и Thor: The Dark World Prelude (с англ. — «Тор: Царство тьмы. Вступление»).

### Игры
Доктор Селвиг упоминается Марией Хилл во вступлении к игре «Lego Marvel Super Heroes».

## Развитие
Стеллан Скарсгард подписал контракт с Marvel Studios 5 октября 2009 года, сразу на пять фильмов. По словам Стеллана Скарсгарда, к «Тору» его привели две перспективы: первая — поработать с Кеннетом Браной, который был режиссёром первой серии, а вторая — снова встретиться на экране с Натали Портман.
«Когда я пришел в проект первого „Тора“, сценария ещё не было, — вспоминает он. — Вернее, был какой-то сценарий, который постоянно переделывали. Кеннет, будучи специалистом по Шекспиру, придумывал королевство Асгард в шекспировском духе. В нём сразу чувствовался опытный театральный режиссёр. На съемочной площадке было весело, мы чувствовали себя одной командой. А Натали — я преклоняюсь перед её актерским талантом с тех пор, как поработал с ней на „Призраках Гойи“».